# Здравствене прилике у Земуну током 18. века
Здравствене прилике у Земуну током 18. века карактеришу се појовам школованих лекара и преношењем и развојем здравствених установа као организованог облика здравствене заштите из Хабзбуршке монархије у ово погранично насеље са статусом слободног војног комунитета у оквиру царевине. Ратови Хабзбуршког и Османског царства крајем 17. и почетком 18. века донели су многе промене, највише у етничком и географском погледу, јер су се граница између ова два царства тих година често мењала, све док Београдским миром 1739. године она коначно није утврђена за дужи период, што је Земуну донело, боље устројство нових 
институција и установа које су се развијале и које су поклањале више пажње санитарно-медицинским приликама.

## Здравствене прилике у другој половини 18. века
Иако је Земун у састав Хабзбуршке монархије ушао 1717. године, што је потврђено и миром у Пожаревцу 1718. године, тек Београдским миром, који је потипсан 1739. године, Земун је стекао статус пограничног града Хабзбуршке монархије. Започео је мирнији и стабилнији живот, што је резултовало и значајном улогом његових становника у политичком и економском животу. Како је Земун представљао „главна врата“ за улазак у Аустрију већ и Западну Европу од 1746. године ушао је у састав Војне границе, и добио статус војног комунитета.
Нагла експанзија града пиморала је новоустројену власт, да са све већим прометом путника и робе спречи појаву (импортовање) епидемија заразних болести које би могле да се прошире с територије Османског царства, не само у Земун већ и у Хабзбуршке монархију. 
Када је Земун добио статус слободног краљевског града 1749, односно статус слобод ног војног комунитета с уређеном управом – магистратом, његова управа добила је и права да нека питања из области здравства самостално регулише и организује. У оквиру војног комунитата, Земун је био насељен претежно српским становништвом. Према попису из 1777. године, имао је 3.918 становника, од тога 3.114 (77,48%) Срба, 756 (19,29%) Немаца и 47 (1,1%) Јевреја. После уласка Земуна у границе Хабзбуршке монархије, прилив немачког становништва је био све бржи.
Према болнички извештајима који су подношени месечно, дијагнозе болести су писане на немачком, углавном према симптомима, а број болничких болесникаје био до 25. Међу болестима најчешће су помињане: маларија, трбушни тифус, пегавац, дифтерија, сушица, реуматске болести, дизентерија, црвени ветар, кожне болести, чиреви, водена болест, склероза, запаљење плућне марамице, отоци, капља, велики кашаљ, запаљење плућа, ране, опекотине, душевне болести. Од венеричних болести помињу се сифилис и гонореја. Од заразних болести чести су били и шарлах, рубеоле и мале богиње. Понекад су се јављале и велике богиње.

### Медицинско особље
Лечењем људи у Земуну прво су се бавили бербери, који су пуштали крв купицама и пијавицама, вадили зубе, лечили ране и озледе, намештали ишчашења и ломове. Према Регу лативу од 1787. године, школовани лекари су били:
Хирурзи - магистри хирургије
Они су билии први школовани лекари у Земуну. После основне школе, три разреда латинске школе и практичног рада код неког угледнијег хирурга, ишли су на универзитете или у Јозефинску академију у Бечу, где су се школовали још две године. 
У Земуну су хирурга звали општинским лекаром и он је био асистент медика. Први општински хирург у Земуну постављен је 1768. године, кад је покренуто и питање постављања прве стручне бабице. 
Медици
Медик је лечио болесне и набављао потребна средства у време епидемија. Он је надгледао рад хирурга и апотекаре, писао обдукционе протоколе и подносио извештаје магистрату. Сиромашне болеснике и хоспиталце лечио је бесплатно (јер је медик за тај свој рад добијао годишњу плату од 400 форинти, стан и 12 хвати дрва). Од имућнијих болесника медик је наплаћива за прву посету 20, а за остале 10 крајцара. 

### Здравствене и санитарне установе
Прве болнице (хоспитали) у Земуну оснивају се у верским општинама. Римокатоличка жупа формирала је болницу 1758. године, а Земунци Српске националности основали су болницу у непосредној близини Николајевске цркве. Обе болнице издржавале су се од општинске помоћ од општине.
Санитарну установу (контумац) основала је земунска општина 1740. године, у складу са новим „Законским прописима о санитарној одбрани Хабзбуршког царства”, којим се регулисоа санитарни надзор у граничним подручјима, и заокружена „Наредбе о контумацу и раскужби“ од 3. октобра 1730. године. 

#### Болнице
У другој половини 18. века у Земуну су постојале две веће (српска и католичка) и две мање (војна и јеврејска) болница: 
Српска болница
Српска болница се помиње као Greci ritus non uniti Spital или Raitzisches Lazaret и das illyirische Spital. Тачан датум оснивања ове болнице није познат, а први документ у којем се помиње потиче из 1769. године. Након оснивања она није била болница у правом смиуслу те речи већ више   склониште за остареле и сиромашне грађане православне вере...у коме су...лечени и збри-њавани најсиромашнији становници Земуна, док су имућније и даље лечили приватни лекари код куће.
Први сачувани документ о овој болници је судски записник од 18. септембра 1769. године, у којем се као старатељи болнице помињу Димчо Милош и Митар Замфировић.
Српска болница је (и поред обједињавања са Немачком или католичком болницом 1784. године) опстајала у сопственој засебној згради све до одлуке о њеном укидању 23. марта 1799. године. У одлуци о укидању болнице је наведено: 
да просторије више не одговарају сврси и да је, и поред преправки изведених седамдесетих година 18. века, склона урушавању. Зграда је наредне године продата земунском трговцу Лазару Петровићу, а новац је ушао у Болнички фонд магистрата из којег се издржавалаГрадска болница.
Немачка или католичка болница
Ова болница основана је 1758. године. 
Војна болница и Јеврејска болница
Поред ових у Земуну су једно време постојале и Војна болница (од 1788) и Јеврејска болница (од 1814).

##### Обједињавање болница у једну — Градску болниицу
Како је земунска валст увидела да су трошкови за одржавање више болница превелики, како би смањила трошкове укинула је двоструки обрачун, а Генерална команда је потом 25. фебруара 1784. године наредила спајање српске и католичке болнице у једну. Наредбом је прописано да се од тог дана касе ове две болнице споје у једну и да се приступи изради пројеката о изградњи нове зграде болнице. Текст наредбе је гласио:
Царско-краљевском Слободном војном комунитету Земун
(службено примљено 3. марта 1784. болнички стан)  

Следствено наредби Генералне војне команде од 25. фебруара текуће године требало би значајно смањити непотребне трошкове за две одвојене болнице, као и укинути обрачунавање преко различитих болничких благајни. Исто тако, у свим осталим комунитетима убудуће би требало да постоји болничка зграда, која мора располагати довољним простором за смештај болесника свих дозвољених религија. Такође би требало да постоји само једна болничка благајна под надзором Магистрата. Што се тиче последњег, почевши од 1. новембра 1783. године да се води само један рачун. Ово се отправља Магистрату ради сазнања и при државања, с тим да након пријема предузме полагање болничких рачуна и спајање обе болничке благајне. Одмах да се изврши продаја обе засебне болнице и, према томе, да се за будућу болницу купи друга зграда, која ће одговарати високом пропису. Земун, 3. март 1784. аустријски мајор J. Мајзнер.
На основу публикованог документа у којем се говори о начину финансирања и будућој организацији болнице у Земуну закључено је да се као датум оснивања Градска болница у Земуну може узети 25. фебруар 1784.године, када је почев од убожнице и склоништа за сиромашне, па преко неколико болница, које су у својој историји пролазила кроз различите фазе, укидања или даљег развоја, настала, за оно време модерна болница, од чију традицију након бројних трансформација наставља данашњи модеран клиничко-болнички центар.

### Санитарне установе
Како су велике епидемије, посебно куге 1738–1739. и 1763. године и познатија иришка куга 1795. године, затим епидемије пегавог тифуса 1764. и 1780. године, само су неке од епидемија које су косиле становништво Земуна и Војводине. Оваква ситуација наметнула је у Земуну поред војних медицинских служби, посебно и развој служби за контролу путника и робе који су стизали из Османског царства у Земун, у складу са наредбом цара Јозефа I (1705–1711) од 25. јуна 1710. године, и првим прописом којим је војни, гранични кордон обавезиао и на санитарну улогу. Реч је о „Патенту о куги”, којим је прописано да се на граници спречи сав промет током трајања заразе. 
Како се ова мера показала недовољном, Карло VI (1711–1740) донео је низ нових одредби од 1713. године о трајној организацији „кужног кордона“. У складу са овим прописима у Земуну је прво организовано „кужно редарство“, које је чинило особље за хигијенску службу против куге и осталих зараза, да би потом „Патентом” од 22. октобра 1728. наређено да се гранични Земун постане стална брана против куге. 
Новим „Законским прописима о санитарној одбрани Хабзбуршког царства” санитарни надзор у граничним подручјима, заокружен је доношењем „Наредбе о контумацу и раскужби“ од 3. октобра 1730. године. У складу са овим законом у Земуну је те године, због његовог значаја, основана прва санитарна установа контумац (карантин), у коме је прописано како се поступа са „сумњивим лицима”. Колики је значај контумац имао за Хабзбуршко царство најбоље илуструје чињеница да је Земунски контумац отворен 1730, док су остали карантини системски отварани тек од 1740. године. Земунски контумац је радио до 1872, читаве 142 године.

#### Контумац
Контумац се налазио на порстору данашњег Градског парку у југозападном делу Старог језгра Земуна, и био је попут каквог затвора у целини опасан високим, јаким зидом од опеке и камена, палисадама и градским јарком, око 6 метара дубине и 8 метара ширине, који је увек био испуњен водом. Дугогодишње постојање Контумаца користило је тадашњој држави двоструко, не само као заштита од епидемија заразних болести већ и као покретач вишеструког економског развоја
Земуна, стимулисан прометом знатне количине разноврсне робе, које су пролазиле преко Земуна, и упућиване другим, речним и поморским путем.
Пространо земљиште контумаца било је подељено на спољни (експонирани) и унутрашњи део. 
Спољни део
У спољном делу налазили су се ови објекти: 
шест мањих кућа, такозваних колиба (Kolliven), са по четири собе за смештај контумациста (путника с Оријента, који издржавају прописани карантин), 
- зграда са четири собе за лица од положаја,
- лазарет (болница),
- затвор за аустријске поданике прекршиоце које су турске власти враћале у Аустрију,
- два велика магацина за робу и њено чишћење,
- одељење за кађење писама и мањих пошиљки,
- парлаторија (ограђени простор за разговор под надзором),
- греде за проветравање робе,
- мртвачница...

Унутрашњи део
У унутрашњем делу налазио се низ зграда: 
- зграда за администрацију и смештај службеника и њихових породица,
- једноспратница за лекара, његовог помоћника,
- православна и римокатоличка црквица,
- зграде за смештај кола и коња, хране и
- друге неопходне зграде за смештај и функционисање ове установе.[14]

##### Организација рада
У контумацу се примљена роба чистила и проветравала по посебној процедури, па тек онда пуштала у промет, а сви путници са територије ондашњег Османлијског царствае су на лицу места били подвргавани лекарским прегледима. Они код којих би се манифестовали симптоми заразних болести, враћани су или су бивали измештени у једну изоловану бараку на Дунаву. Остали здрави путници су задржавани извесно време у Контумацу који је зидом био ограђен од осталог дела вароши. С обзиром на то да је њихов боравак овде могао да траје и дуже од седам недеља, јавила се потреба за подизањем богомоље у склопу овог карантина. Подигнуте су прва и на њеном месту и друга, данашња, црква посвећене Светом Архангелу Гаврилу, као и Римокатоличка црква недалеко од ње.
Рад контумаца треба схватити као значајну институцију за здравствене прилике у Европи, која у 19. веку није више страховала од најопасније заразне болести (куге), јер су у контумацу спровођене мере које су спречавале ширење епидемија спровођењем све савршенијијих мера: стални здравствени надзор и модеран начин сузбијања зараза (дезинфекција, дезинсекција, дератизација) и лечења.